# Gajków
Gajkón é uma vila no distrito administrativo de Gmina Czernica, dentro do Condado Wrocław, na Baixa Silésia Voicodeship, no sudoeste polaco. Antes de 1945, a vila pertencia a Alemanha.
Estende-se cerca de 4 quilômetros (2 milhas) a oeste de Czernica, e a 14 quilômetros (9 mi) do sudeste da capital regional Wrocław.